# Trigonopterus corona
Trigonopterus corona (лат.) — вид жуков-долгоносиков рода Trigonopterus из подсемейства Cryptorhynchinae (Curculionidae). Встречается на индонезийском острове Сулавеси на территории провинция Центральный Сулавеси на склонах горы Дако на высоте 1100—1200 м. Видовой эпитет относится к коронавирусу (Sars-Cov2), так как глобальная пандемия привела к отмене полевых работ и сосредоточению внимания авторов на этой и других рукописях.

## Описание
Мелкие нелетающие жуки-долгоносики, длина 3,31 мм. Окраска усиков, лапок и надкрылий коричневая; остальное чёрное. Тело субовальное; сверху со слабой перетяжкой между переднеспинкой и надкрыльями; в профиль дорсально выпуклое. Крылья отсутствуют. Рострум укороченный, в состоянии покоя не достигает середины средних тазиков. Надкрылья с 9 бороздками. Коготки лапок мелкие. В более ранних работах упоминался как «Trigonopterus sp. 1235».
Вид был впервые описан в 2021 году немецким колеоптерологом Александром Риделем (Alexander Riedel; Museum of Natural History Karlsruhe, Карлсруэ, Германия), совместно с энтомологом  Раден Прамеса Наракусумо (Raden Pramesa Narakusumo; Богорский зоологический музей, Bogor, Индонезия), осуществившими ревизию фауны жуков рода Trigonopterus на острове Сулавеси и соседних островах. Включён в состав видовой группы Trigonopterus fulvicornis в которой близок к виду Trigonopterus seticnemis.